# Lisa Nandy
Lisa Eva Nandy (ur. 9 sierpnia 1979 w Manchesterze) – brytyjska polityczka, członkini Partii Pracy. Od 2024 minister kultury, mediów i sportu. Od 2010 posłanka do Izby Gmin.

## Życiorys

### Młodość i wykształcenie
Jest córką Dipaka Nandy'ego, pochodzącego z Kalkuty wykładowcy literatury angielskiej i Luise Fitzwalter (pracowniczki socjalnej, a następnie producentki programów telewizyjnych). Jej dziadkiem od strony matki był Frank Byers – polityk Partii Liberalnej, poseł do Izby Gmin (1945–1950), od 1964 par dożywotni oraz lider liberałów w Izbie Lordów w latach 1967–1984. 
Ukończyła studia politologiczne: pierwszego stopnia na Uniwersytecie w Newcastle oraz studia magisterskie w Birkbeck College na Uniwersytecie Londyńskim. Pracowała następnie jako asystentka Neila Gerrarda (laburzystowskiego posła do Izby Gmin z okręgu wyborczego Walthamstow) oraz organizacjach dobroczynnych (m.in. działających na rzecz dzieci i młodzieży oraz świadczącym pomoc osobom bezdomnym).

### Działalność polityczna
Od 2006 do 2010 była radną londyńskiej gminy Hammersmith and Fulham. W 2010 z powodzeniem kandydowała do Izby Gmin w okręgu wyborczym Wigan. Była ponownie wybierana z tego okręgu w latach: 2015, 2017, 2019 i 2024. Od 2013 pełniła niższe funkcje gabinecie cieni Jeremy'ego Corbyna (kolejno: zastępcy ministra edukacji, ministra w urzędzie gabinetu oraz sekretarza stanu ds. energii i zmian klimatycznych). 27 czerwca 2016  zrezygnowała z tego ostatniego stanowiska, w proteście przeciwko przywództwu Corbyna w Partii Pracy. W tym samym roku kierowała kampanią Owena Smitha, w wewnątrzpartyjnych wyborach na stanowisko lidera Partii Pracy. W kolejnych wyborach lidera (w 2020), zgłosiła własną kandydaturę. Otrzymała w nich 16,2% głosów, zajmując trzecie miejsce – za Keirem Starmerem i Rebeką Long-Bailey. Od 5 kwietnia 2020 wchodziła w skład nowo utworzonego przez Starmera gabinetu cieni. Początkowo piastowała w nim funkcję ministra spraw zagranicznych (do 29 listopada 2021), a następnie ministra ds. mieszkalnictwa, społeczności i samorządów lokalnych. Od 4 września 2023 była zastępcą ministra spraw zagranicznych ds. rozwoju międzynarodowego (z prawem uczestnictwa w posiedzeniach gabinetu cieni).
5 lipca 2024, po wygranych przez Partię Pracy wyborach parlamentarnych, objęła urząd ministra kultury, mediów i sportu w gabinecie Keira Starmera.

### Życie prywatne
Jest zamężna z Andym Collisem – pracownikiem public relations, z którym ma syna urodzonego w 2015.